# Dalbergia tsaratananensis
Dalbergia tsaratananensis är en ärtväxtart som beskrevs av Jean Marie Bosser och Raymond Rabevohitra. Dalbergia tsaratananensis ingår i släktet Dalbergia, och familjen ärtväxter. IUCN kategoriserar arten globalt som starkt hotad. Inga underarter finns listade i Catalogue of Life.